# Palorivier (Lainiorivier)
De Palorivier (Zweeds: Palojoki) is een rivier die stroomt in de Zweedse  gemeente Kiruna. De rivier stroomt voornamelijk door moerassen zoals het Kuusivaaranvuoma en het Palojänkkä. Ze stroomt noordoostwaarts, vloeit samen met de Sokisrivier en levert haar water af aan de Lainiorivier. Ze is circa 6 kilometer lang.
Afwatering: Palorivier → Lainiorivier → Torne → Botnische Golf